# Operation Ichi-gō
1937–1939

Marco-Polo-Brücke – Peking-Tianjin – Chahar – Shanghai (Sihang-Lagerhaus) – Peking-Hankou-Eisenbahn – Tianjin-Pukou-Eisenbahn – Taiyuan (Pingxingguan, Xinkou) – Nanking – Xuzhou (Tai’erzhuang) – Henan – Lanfeng – Amoy – Überflutung des Gelben Flusses – Wuhan (Wanjialing) – Canton – Hainan – Nanchang – (Xiushui) – Chongqing – Suixian-Zaoyang – (Shantou) – Changsha (1939) – Süd-Guangxi – Winteroffensive (Kunlun-Pass) – (Wuyuan)
1940–1942

Zaoyang-Yichang – Hundert Regimenter – Zentral-Hubei – Süd-Henan – West-Hebei – Shanggao – Shanxi – Changsha (1941) – Changsha (1942) – Yunnan-Burma-Straße – Zhejiang-Jiangxi – Sichuan
1943–1945

West-Hubei – Nord-Burma und West-Yunnan – Changde – Ichi-gō – Henan – Changsha (1944) – Guilin–Liuzhou – West-Henan und Nord-Hubei – West-Hunan – Guangxi (1945) – Mandschukuo (1945)
Die Operation Ichi-gō (jap. 一号作戦, Ichi-gō sakusen, dt. ‚Operation Nr. 1‘; chinesisch 豫湘桂會戰 / 豫湘桂会战, Pinyin Yù Xīang Guì Huìzhàn – „Schlacht von Henan-Hunan-Guangxi“) war eine großangelegte Operation der Kaiserlich Japanischen Armee während des zweiten Japanisch-Chinesischen Krieges: Ab Mitte April 1944 gingen die japanischen Einheiten in Südchina, die seit 1942 keine größere Operation gegen die chinesischen Truppen unternommen hatten, zur Offensive über, wobei sie binnen weniger Monate große Teile der chinesischen Armee in den drei südlichen Provinzen Guangxi, Hunan und Henan einkesselten und vernichteten; bis Dezember 1944, als der Vormarsch der beteiligten Armeen vor der heftig verteidigten Stadt Nanning ins Stocken kam, hatten die japanischen Truppen mehrere wichtige Städte eingenommen. Die taktischen Ziele der Operation wurden vom Kaiserlichen Hauptquartier deswegen als weitgehend erreicht betrachtet. Langfristig erwies sich die Operation als nahezu wertlos, da trotz der Eroberung der wichtigen südchinesischen Flugplätze, von wo aus die amerikanischen B-29-Bomber Luftangriffe gegen Japan flogen, die Bombardierung der japanischen Hauptinseln von den kurz zuvor eroberten Marianen fortgesetzt werden konnte. Die zusätzlich gewonnene direkte Landverbindung zwischen den japanisch besetzten Gebieten im Nordosten Chinas und jenen in Indochina und Burma erwies sich aufgrund umfassender Partisanenaktivität ebenfalls als deutlich weniger nützlich als geplant.

## Ziele der Operation

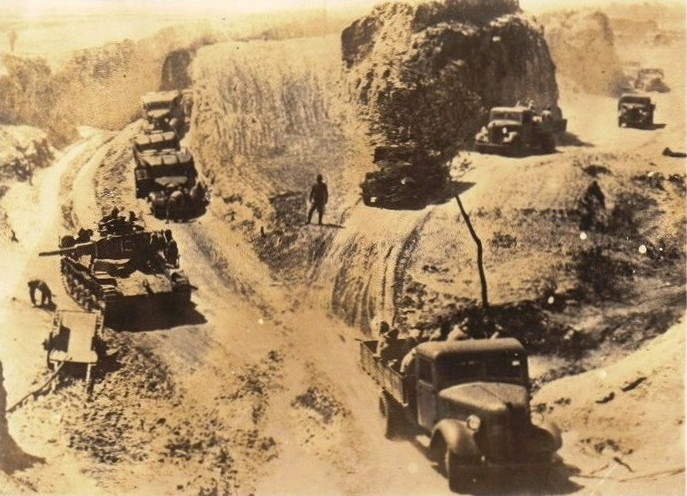
Ein japanischer Panzer und mehrere Lastwagen während der Operation Ichi-gō

Anfang 1944 wurde vom Kaiserlichen Hauptquartier in Tokyo der Plan von General Umezu Yoshijirō (Befehlshaber der Kwantung-Armee) zur Durchführung freigegeben, eine großangelegte Offensive in Südchina zu starten, um Zugänge nach Burma zu öffnen.
General Umezu, welcher zu der Zeit auch Oberbefehlshaber aller Streitkräfte in Nordchina war und dem Generalstab der Kaiserlichen Armee angehörte, setzte im Februar 1944 zusammen mit dem Stab der Regionalarmee Nordchina die Ziele der geplanten Offensive fest: Im März wurde im Hauptquartier der Kwantung-Armee in Xinjing der Operationsstab zusammengesetzt; unter seinen Mitgliedern befanden sich General Ōkido Sanji, Marschall Sugiyama Hajime, General Hata Shunroku und General Okamura Yasuji.
Als Ziel der Operation Ichi-gō wurde bei einer Stabssitzung festgesetzt, dass die Vernichtung der drei wichtigsten chinesischen Verbände in den drei Provinzen Südchinas als Prioritätsziel eingestuft werden sollte. Weiterhin sollten auch die kleineren chinesischen Verbände eingekesselt und vernichtet werden, die wichtigsten Städte dieser drei südlichen Provinzen gesichert werden, sowie eine Nachschub- und Verstärkungsroute nach Nordburma erstellt werden. Damit konnten die im Norden Burmas kämpfenden japanischen Truppen der Regionalarmee Burma, versorgt und, wenn nötig, auch über Südchina evakuiert werden.
Die Truppen, die unter der Leitung des Oberkommandos der China-Expeditionsarmee an dieser Offensive teilnehmen sollten, waren die
11. und die 12. Armee sowie die 3. Panzerdivision, die zuvor zur Kwantung-Armee gehört hatte und mit 800 Ha-Gō- und Chi-Ha-Panzern ausgerüstet war. Diese Truppen setzten sich aus 17 Divisionen mit insgesamt über 400.000 Mann zusammen. Die Streitmacht umfasste außerdem 12.000 Fahrzeuge und rund 6.000 Artilleriegeschütze sowie 70.000 Pferde und Maultiere.

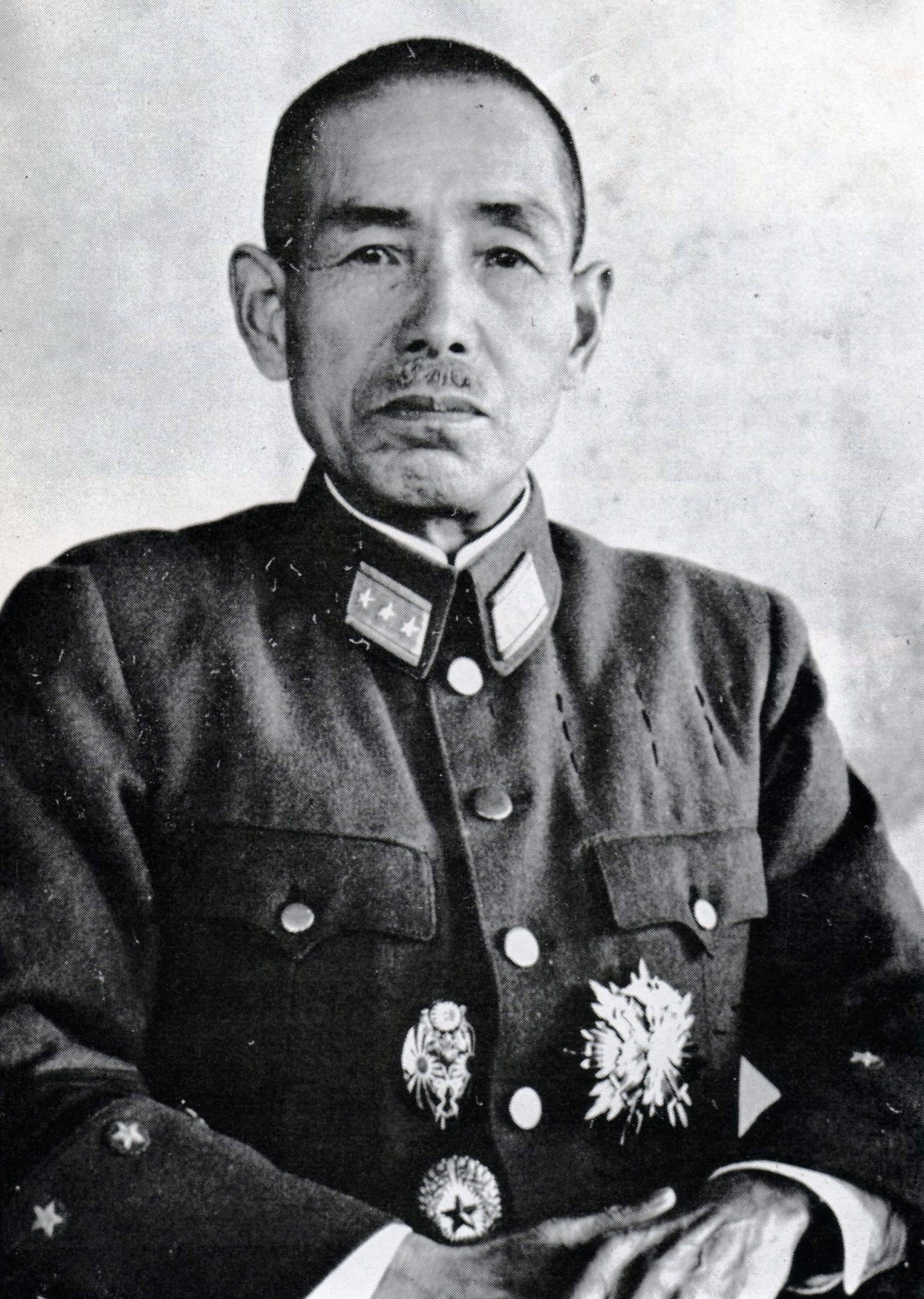
General Hata Shunroku, am 2. Juni 1944 zum Feldmarschall ernannt, war Oberbefehlshaber der übergeordneten China-Expeditionsarmee und Leiter der Operation Ichi-gō

Die Operation Ichi-gō hatte zwei Unteroperationen: Die erste erhielt den Codenamen Operation Ko-gō (コ号作戦, Ko-gō Sakusen, auch: 京漢作戦, Keikan Sakusen, dt. ‚Chinesische-Hauptstadt-Operation‘); dabei sollte ab April 1944 die Eisenbahnstrecke Peking-Wuhan auf dem Gebiet der Provinz Henan gesichert werden, um eine Nachschublinie für die zweite Phase der Operation Ichi-gō zu öffnen. Bei der Ko-gō-Offensive sollten auch während des Vormarsches die chinesischen Truppen unter General Tang Enbo in der Gegend um Luoyang eingekesselt und aufgerieben werden. Die Vernichtung dieses chinesischen Verbands war für die Operationsführung der Kwantung-Armee in Xinjing als Prioritätsziel eingestuft worden.
Der Deckname der zweiten Unteroperation war To-gō (ト号作戦, To-gō Sakusen, auch: 湘桂作戦, Shōkei Sakusen, dt. ‚Hunan-Guangxi-Operation‘): dabei sollten die japanischen Truppen durch die Provinzen Hunan und Guangxi bis an die Grenze Französisch-Indochinas sowie nach Hongkong, welche beide unter japanischer Kontrolle standen, vorrücken, und die von dem XX Bomber Command der 20th Air Force der USAAF benutzten Flugplätze in Südchina ausschalten, die für Luftangriffe auf Japan benutzt werden konnten (Operation Matterhorn). Die Operation To-gō wird im Japanischen auch als Tairiku Datsū Sakusen (大陸打通作戦) oder Kontinent-Durchquerungsoperation bezeichnet.

## Operation Ko-gō

### Beginn der Offensive
Am 19. April 1944 begann die Operation Ichi-gō mit dem Angriff der 11. und der 12. Armee, der durch die 3. Panzer-Division unterstützt wurde. Zunächst erfolgte der Angriff der 11. Armee, die bei besten Wetterbedingungen östlich von Luoyang gegen die chinesische Front vorstieß. Gegen 13:00 Uhr des folgenden Tages hatten die Einheiten des 13. Panzerregiments den rechten Flügel der chinesischen Verteidigung durchbrochen und rückten auf die Kleinstädte Linru und Baisha sowie in den Kreis Jia vor, während das 17. Panzerregiment weiter nach Süden abschwenkte. Generalissimus Chiang Kai-shek und der stellvertretende Kommandant des 1. Militär-Bezirks, General Tang Enbo, befahlen kurz nach dem Beginn der feindlichen Operationen, die bereits eingebrochenen japanischen Panzerverbände durch Flankenangriffe abzuschneiden und zu vernichten. Die isolierten Gegenangriffe einzelner chinesischer Divisionen, die jedoch über keine Panzerabwehrkanonen verfügten, trafen das auf der Flanke eingesetzte japanische 3. motorisierte Infanterieregiment, dessen Vormarsch Richtung Süden hierdurch beträchtlich verlangsamt werden konnte. Der Einsatz des 17. Panzerregiments konnte die Chinesen jedoch wieder zurückschlagen. Am 22. April konnten japanische Vorausverbände des 13. Panzerregiments einige strategisch wichtige Dörfer in Henan widerstandslos besetzen und sich bis zum 25. April auf 20 Kilometer an Luoyang heranarbeiten.

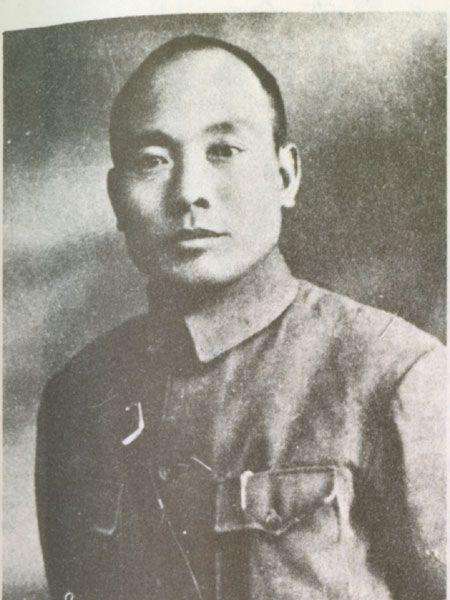
Tang Enbo, Stellvertretender Kommandant des chinesischen 1. Militärbezirks und der 31. Armeegruppe

Währenddessen trat die japanische 12. Armee unter Generalleutnant Uchiyama Heitarō am 20. April gegen den linken Flügel der chinesischen Front an und traf dort auf erbitterten Widerstand. Erst mit dem Durchbruch der 6. Panzerbrigade durch die weiter südlich gelegenen Stellungen der Chinesen gelang es der 12. Armee, die feindlichen Verteidigungslinien aufzuweichen. Durch die in der chinesischen Front entstandene Lücke konnten die nationalistischen Truppen umgangen und an einigen Stellen die Front deutlich eingedrückt werden. Bis zum 25. April nahm die 12. Armee schließlich einige Dörfer östlich Luoyangs ein, wobei den zur Verteidigung konzentrierten chinesischen Truppen durch die japanischen Panzertruppen schwere Verluste zugefügt wurden. Fast gleichzeitig erfolgte von Westen her der Angriff einiger Einheiten der 11. Armee, die Luoyang erreichen sollte. Die Panzerkolonnen des 13. Panzerregiments stießen südlich von Luoyang vor, um sich mit den Spitzen der 12. Armee zu vereinen und Luoyang einzukesseln. Das Treffen der beiden in einer Zangenbewegung vorgehenden japanischen Großverbände erfolgte am 30. April. Mit der Eroberung der wichtigen Stadt Xuchang, deren Eisenbahnlinie die einzige Versorgungsroute für die chinesischen Truppen im Kreis Luoyang bildete, waren die Nachschub- und Kommunikationslinien der nationalistischen Truppen in Luoyang abgeschnitten und etwa 390.000 Soldaten eingekesselt.
Auf chinesischer Seite herrschte in diesen Tagen größte Verwirrung, da schon die ersten japanischen Luftangriffe, die am 19. April parallel mit dem Vormarsch begonnen hatten, die Verbindung zwischen den verschiedenen Fronteinheiten unterbrochen hatten, sodass eine Koordinierung der Gegenangriffe der Kuomintang-Truppen unmöglich war. Die operative nationalistische Reservegruppe bei Luoyang, die aus 30.000 Mann in drei Divisionen bestand, konnte nicht eingesetzt werden, da die Front innerhalb weniger Stunden von den japanischen Verbänden eingedrückt wurde. General Tang Enbo und der ihm unterstellte Kommandeur der chinesischen 31. Armeegruppe, General Wang Zhonglian erkannten bald die Gefahr, die seinen eingeschlossenen Truppen im Kesselraum Luoyang drohte, und ersuchte deshalb bei Chiang Kai-shek um die Erlaubnis, mit seinen Truppen einen Ausbruch aus dem Kessel zu versuchen. Dies wurde von dem Generalissimus verweigert, da der chinesische Stab der Ansicht war, die Stadt Luoyang sei unbedingt zu halten. General Tang wurde angewiesen, jeden Meter Boden zu verteidigen. Am 1. Mai meldete der Befehlshaber der chinesischen Truppen im Kreis Jia, dass er sofort nach Osten ausweichen müsse, da er von den japanischen Verbänden des 13. und 17. Panzerregiments angegriffen werde und seine Truppen über keine schweren Waffen oder Panzer verfügten und bat um entsprechende Instruktionen. Da er bis zum Morgen des 2. Mai keine Antwort erhalten hatte, deutete er dies als Verweigerung seines Ersuchens und bereitete daher die Verteidigung von Jia vor. Am Mittag wurden die ersten chinesischen Verteidigungslinien in Jia von dem japanischen 13. Panzerregiment durchbrochen, wobei die Chinesen starke Verluste erlitten.
Bis zum Abend des 2. Mai führte ein weiterer Vorstoß des 13. Panzerregiments zu einer Vereinigung mit der motorisierten Aufklärungsabteilung der 3. Panzerdivision, die von Süden her den Kreis angegriffen hatte, wodurch sich der Ring um die in Jia stationierten 12.000 Mann der Guangxi- und 13. Armee schloss. Noch am gleichen Tag befahl Generalleutnant Yamaji Hideo, Kommandeur der 3. Panzerdivision, dass die Ausräumung dieses Kessels der motorisierten Aufklärungsabteilung übertragen werde. Das 13. und das 17. Regiment, durch Infanterietruppen der 12. Armee begleitet, sollte sich um die Vernichtung der in Linru und Baisha stehenden gegnerischen Truppen kümmern. Zu diesem Zweck stießen sie weiter vor und konnten am 3. Mai bei Linru einen weiteren Kessel um die restlichen Teile der 13. Armee schließen.
Sowohl am 2. als auch 3. Mai versuchten die chinesischen Truppen aus dem Kessel von Jia auszubrechen. Diese Versuche blieben jedoch erfolglos und führten zu hohen Verlusten durch die japanischen Panzerverbände und die motorisierte Aufklärungsabteilung. Die restlichen chinesischen Einheiten konnten die japanischen Linien der 12. Armee durchbrechen, wobei sie jedoch durch die Panzer der Aufklärungsabteilung ebenfalls schwere Verluste erlitten. Die chinesischen Verbände, denen der Ausbruch geglückt war, zogen sich im Laufe des 3. Mai langsam in Richtung Linru zurück, wobei sie durch die japanischen Panzertruppen verfolgt wurden. An der Linie Linru-Baisha sammelte General Tang zwischen dem 3. und dem 4. Mai diese Truppen, doch die japanischen Infanteristen der 12. Armee konnten diese letzte chinesische Verteidigungslinie eindrücken. Der organisierte Rückzug der 13. Armee verwandelte sich dabei in eine ungeplante Flucht. Die Truppen erlitten dabei enorme Verluste und verloren bis zu 90 % ihrer Ausrüstung. So verlor die 13. Armee beim feindlichen Durchbruch ihre gesamte, sowieso nicht zahlreiche Artillerie und litt unter der Zerschlagung ihrer rückwärtigen Dienste. Außerdem lag die Gefechtsstärke ihrer 20 Divisionen im Raum Luoyang bei nur noch 9.000–10.000 Mann pro Division, insgesamt nicht mehr als 200.000 kampffähige Soldaten. Die dreizehn Divisionen der Guangxi-Armee, die nicht im Kessel von Luoyang eingeschlossen waren, verfügten über eine durchschnittliche Gefechtsstärke von nur noch 7.000 Mann, konnten jedoch nach der Niederlage bei Xuchang einen größeren Teil ihrer Ausrüstungs- und Versorgungsgüter retten. Die japanischen Berichte der Luoyang-Offensive sprechen von insgesamt 40.000 kriegsgefangenen Chinesen, sowie 583 erbeuteten oder zerstörten feindlichen Geschützen, während die japanischen Truppen während der Operation 4.000 Mann und 2 Panzer verloren.

### Vormarsch auf Luoyang
Am Abend des 2. Mai wurde die Stadt Linru von den Panzern der Panzerregimenter 13 und 17 erreicht, und diese Fahrzeuge, unterstützt durch etwa 400 japanische Artilleriegeschütze, unter denen sich auch erbeutete chinesische Kanonen befanden, beschossen in der folgenden Nacht die chinesischen Verteidigungsanlagen vor Linru. Wenige Stunden nach dem Beginn dieses Beschusses griffen die Infanteristen der 12. Armee die Stadt an, die von etwa 4.000 Soldaten der chinesischen 13. Armee gehalten wurde. Der Angriff des 17. Panzerregiments durchbrach am Morgen des 3. Mai um 5:30 Uhr die Verteidigungslinien der 13. Armee und die Truppen der 12. Armee stießen in die äußeren Stadtbezirke vor. Diese Truppen konnten am 4. Mai gemeinsam mit dem 17. Panzerregiment die Stadt vollkommen einnehmen. Am folgenden Tag fiel auch Baisha an die Truppen der mot. Aufklärungsabteilung. General Tang in Luoyang blieb zunächst ohne Nachrichten von der Front, doch als die Fliegerkräfte der 23. Jagdfliegergruppe (die Flying Tigers) das Vorgehen von feindlichen motorisierten Kolonnen auf Luoyang meldeten, wurde die ernste Lage der chinesischen Truppen im Kessel Luoyang erstmals erkannt. Da jedoch General Tang keine ausreichenden Truppen zur Verfügung standen, um die Lücke in der Verteidigung von Luoyang zu schließen, war General Yamaji in der Lage relativ frei zu operieren und drehte zunächst am 6. Mai das 13. Panzerregiment nach Nordwesten in Richtung Longmen ab, um hier mit den Truppen der 12. Armee sowie der mot. Aufklärungskolonne zusammenzutreffen. Auf dem linken Flügel ging das 17. Regiment aber gegen stärkeren chinesischen Widerstand im Raum Yuxian vor. Es nahm am 9. Mai einige Ortschaften ein und wurde danach nach Nordwesten abgedreht, um gegen Luoyang vorzustoßen.
Der Vorstoß der mot. Aufklärungsabteilung, die nach der Einnahme von Baisha am 4. Mai nun im Süden von Luoyang operierte, gestaltete sich schwieriger. Zwar durchbrach sie die chinesischen Stellungen nahe Longmen am 5. Mai, um mit dem 13. Panzerregiment in Richtung Luoyang vorzustoßen, doch geriet sie in den Bergen vor der Stadt Longmen unter Feuer durch PaK-Geschütze der Chinesen. An diesem Tag kamen die Panzer der Abteilung nicht weiter zum Einsatz, da die Chinesen in den Schlüsselpositionen der Täler eine Panzerabwehrbrigade konzentriert hatten, um den japanischen Durchbruch abzuriegeln. Am 6. und 7. Mai griffen die Infanterietruppen der mot. Abteilung diese Positionen an, wobei sie durch unterstützendes Artilleriefeuer gedeckt wurden. Am 7. Mai konnten die chinesischen Stellungen durch Flammenwerfer ausgehoben werden, wobei die nationalistischen Truppen etwa 4.000 Mann verloren. Auch die chinesischen Einheiten in Longmen erlitten durch Artilleriebeschuss starke Verluste, wobei sie gleichzeitig die Angriffe des 13. Panzerregiments abwehren mussten. Schließlich befahl General Tang den Truppen, sich geordnet nach Luoyang zurückzuziehen, am 10. Mai wurden diese Truppen jedoch von den japanischen Panzerkolonnen aufgerieben. In der Folge griffen die Truppen der 12. Armee, unterstützt durch insgesamt 360 Panzer des 13. und 17. Regiments, der mot. Aufklärungsabteilung und des 3. mot. Artillerieregiments (Typ 97 Chi-Ha Panzer und Typ 89 I-Gō) frontal von Westen, Norden und Osten her die chinesischen Stellungen vor der Stadt an, um den Belagerungsring um Luoyang zu verengen.

### Eroberung von Luoyang und Ende derOperation Ko-gō

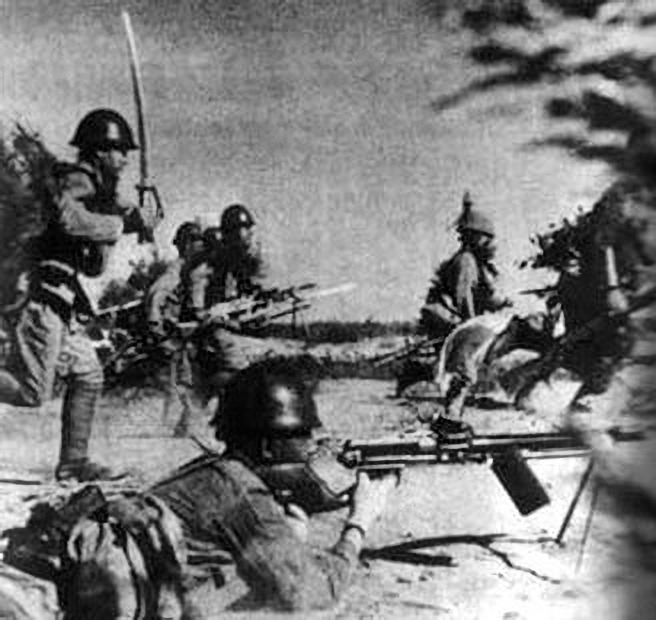
Japanische Truppen in der Provinz Henan, Mai 1944.

Am 12. Mai um 4:00 Uhr begann der japanische Großangriff auf Luoyang mit der Bombardierung der Stadt durch 40 Mitsubishi Ki-67 und Kawasaki Ki-48 Bomber. Luoyang wurde darauf ab 5:00 Uhr durch massiven Beschuss aus Feld-, Panzer-, Belagerungsartillerie und Mörserbatterien zum größten Teil zerstört, wobei die chinesischen Verteidigungstruppen der 13. Armee schwere Verluste erlitten. Um 12:00 Uhr wurde schließlich die breit angelegte Bodenoffensive durch die Truppen der 12. Armee eröffnet. Diese Soldaten wurden durch sieben Panzer-, mot. Artillerie- und Infanterieregimenter unterstützt.
Die 14. und 23. Infanteriedivision konnten die ersten chinesischen Verteidigungen überwinden, wobei sie durch Flammenwerfereinsatz unterstützt wurden, und konnten an diesem Tag der Schlacht den Hauptbahnhof Luoyangs, sowie einige Bezirke in der Innenstadt sichern, wobei etwa 3.000 chinesische Soldaten ums Leben kamen. Der Hauptbahnhof wurde im Laufe des Tages mehrmals von den Chinesen angegriffen und wechselte mehrmals den Besitzer, doch konnten ihn die japanischen Truppen der 23. Infanteriedivision halten, während die 25. Infanteriedivision zusammen mit den Panzern des 13. Regiments erfolgreich die chinesischen Angriffe auf den Bahnhof abwehrten. Japanische Maschinengewehrschützen etablierten im Laufe der Nacht mehrere Verteidigungsstellungen im Zentrum der Stadt, wobei einige Panzer an den Straßenecken in Stellung gingen, um als mobile Verteidigungspositionen zu dienen. General Tang befahl am 14. Mai, den Hauptbahnhof Luoyangs auf alle Fälle zurückzuerobern, wofür einige Bataillone der 13. Armee bereitgestellt wurden. Diesen Einheiten gelang es, in den Hauptbahnhof einzusickern und mehrere japanische Gegenangriffe abzuwehren, doch die chinesischen Truppen wurden durch Artilleriebeschuss und Maschinengewehrfeuer aufgerieben: 20 Panzer des 13. Regiments trieben am Morgen des 15. Mai die Chinesen vom Bahnhofsgelände, das bei einem Gegenangriff von den Japanern zurückerobert wurde. Am Abend desselben Tages wurde der Hauptbahnhof wieder von den japanischen Truppen der 23. Infanteriedivision kontrolliert. Bei den Kämpfen um den Bahnhof verloren die Chinesen insgesamt 2.000 Mann.
Während die Truppen der 23. Division den Bahnhof einnahmen, war die 14., zusammen mit der 8. Division und dem 17. Panzerregiment, in die Innenstadt vorgestoßen, wobei sie versprengte chinesische Einheiten vor sich her getrieben hatte. Die japanischen Verbände wurden am 16. Mai in einen Häuserkampf im Zentrum Luoyangs verwickelt, wobei sie schwere Verluste erlitten. Artilleriebeschuss zerstörte am 17. Mai den Großteil der chinesischen Verteidigungsstellungen, wodurch die chinesischen Truppen in ein turbulentes und verwirrendes Straße-zu-Straße- und Gebäude-zu-Gebäude-Gefecht gegen die 14. und 8. Division auf einer etwa 5 Kilometer breiten Zone von Häuser- und Fabriktrümmern verwickelt wurden. General Tang entsandte am Morgen des 18. Mai Verstärkungen in diesen Bereich der Stadt, doch die anrückenden chinesischen Truppen wurden durch die Panzer des 17. Regiments nahezu komplett aufgerieben. Heftige Regenfälle am 19. Mai ließen die Straßen um Luoyang verschlammen und verlangsamten die japanischen Operationen in der Stadt, während die Chinesen die feindliche Inaktivität nutzten, um in der Nähe des Rathauses der Stadt neue Verteidigungsstellungen anzulegen. Die Gefechte entwickelten sich ebenfalls auf den beiden Ufern des Luo He, wobei die chinesischen Verbände Verluste in Höhe von bis zu 80 % ihrer Anfangsstärke erlitten. Die japanischen Truppen im Zentrum konnten schließlich am 22. Mai vorstoßen, wobei sie die letzten chinesischen Verteidigungslinien am Rathaus durchbrachen. Nach heftigen Nahkämpfen gegen einige versprengte Truppen der 13. Armee wurde das Rathausgebäude am 24. Mai eingenommen. Damit war die Eroberung von Luoyang offiziell beendet, obwohl einige chinesische Einheiten weiterkämpften. Die Japaner hatten 2.300 Tote zu beklagen, während die Chinesen mehr als 20.000 Mann in der Schlacht verloren hatten; weitere 46.000 chinesische Soldaten waren im Kesselraum Luoyang gefallen, etwa 20.000 wurden verwundet und mehr als 45.000 gerieten in Kriegsgefangenschaft.
Mit der Sicherung von Luoyang wurde die Operation Ko-gō, der erste Teil von Ichi-gō, beendet und die Operation To-gō wurde jetzt begonnen.

## Operation To-gō

### Feldzug in Hunan

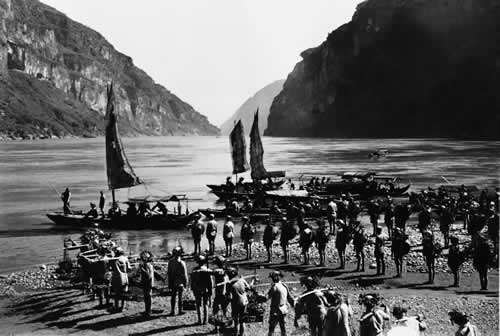
Chinesische Truppen am Dongting-See, während der 4. Schlacht um Changsha.

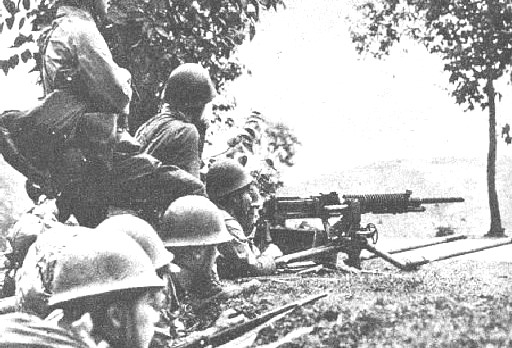
Eine japanische Maschinengewehrstellung im Norden der Provinz Hunan, Juni 1944.

Noch während der Kämpfe um den Luoyang-Kessel gingen die japanischen Truppen mit der Operation To-gō dazu über, die Lücken auszunutzen, die sie in die chinesischen Linien in Südchina geschlagen hatten. Am 30. Mai, während die Kämpfe im Kessel von Luoyang noch andauerten, trat die 11. Armee (General Isamu Yokoyama) zur Offensive an. Diese Truppen, die durch zwei mot. Infanterie- und eine Artilleriedivision unterstützt wurden, starteten ihren Vormarsch in Wuhan, wobei die 6. Panzerbrigade (13. und 17. Panzerregiment) am Morgen des 1. Juni die chinesischen Linien 40 Kilometer nördlich von Changsha, in der Provinz Hunan, durchbrach. Am Morgen des 4. Juni um 5:00 Uhr wurden die Kuomintang-Verteidigungen der in Hunan stationierten Einheiten des 4. Armeekorps (General Zhang De-neng) der Guanxi-Armee durch die japanische 3. und 13. Division in Liuyang durchbrochen. Die 13. Division stieß in den rückwärtigen Raum vor und konnte schon am 7. Juni mit der 3. Division einige Ortschaften einnehmen, die kaum 38 Kilometer vor Changsha lagen. Obwohl sie nicht durch Panzereinheiten unterstützt wurden, konnten diese Truppen den chinesischen Einheiten sehr hohe Verluste zufügen, und am 10. Juni fielen auch mehrere schwer umkämpfte Dörfer etwa 35 Kilometer vor Changsha.
Am 12. Juni traten auch die mot. Aufklärungsabteilung und die 6. Panzerbrigade der 3. Panzerdivision, die nach den Kämpfen um Luoyang über knapp 150 Panzer und mot. Artilleriegeschütze verfügten, zum Angriff an, wobei sie die letzten chinesischen Verteidigungen am Ufer des Jangtsekiang durchbrachen. Die chinesischen Einheiten, die nicht mit Panzerabwehrartillerie ausgerüstet waren, konnten den japanischen Vormarsch nicht anhalten und wurden durch die Panzer in die Flucht geschlagen. Gen. Yamaji konnte angesichts der schwachen feindlichen Gegenwehr im Großraum Changsha frei operieren und drehte am 14. Juni die Aufklärungsabteilung nach Südosten in Richtung der Stadt ab, um hier mit den Truppen der 11. Armee zusammenzutreffen und Changsha einzukesseln. Nun aber traten bei diesen beiden Panzerverbänden Versorgungsengpässe beim Betriebsstoff auf, wodurch der Vormarsch zum Erliegen kam. Erst nach Zuführungen aus Wuhan und Luoyang war die Einsatzbereitschaft der beiden Einheiten am Nachmittag des 15. Juni wiederhergestellt.
Der Vorstoß der 11. Armee gestaltete sich währenddessen einfacher, denn die chinesischen Truppen im Raum Changsha hatten schwere Verluste erlitten und bestanden zum großen Teil nur noch aus versprengten Einheiten, die sich nach Changsha zurückzogen. Die 11. Armee konnte relativ schnell vorwärts stoßen und erreichte am 15. Juni den Dongting-See. Am 16. Juni wurden die letzten Truppen des 4. Armeekorps in der Gegend des Sees aufgerieben, wobei einige chinesische Einheiten den See mit Schiffen überqueren konnten. Diese Schiffe gerieten jedoch durch japanische Flugzeuge unter Beschuss und wurden versenkt. Bei den Kämpfen im Großraum Changsha waren bisher etwa 30.000 chinesische Soldaten umgekommen, während weitere 20.000 verwundet oder gefangen wurden. Angesichts der enormen Verluste befahl General Xue Yue am 17. Juni allen noch kampffähigen Truppen, sich in Richtung Hengyang zurückzuziehen. Der Marsch begann am selben Tag, und etwa 50.000 chinesische Kuomintang-Einheiten konnten sich bis zum 21. Juni, als die japanischen Panzer- und Infanterieverbände den Kessel um den Raum Changsha schlossen, nach Hengyang zurückziehen. Am 18. Juni hatten die japanischen Truppen der 11. Armee die Stadt Changsha, die nur noch durch etwa 13.000 chinesische Truppen verteidigt wurde, erreicht. Der Artilleriebeschuss der Stadt begann am Morgen des 18. Juni, wobei mehrere japanische Flugzeuge die wichtigsten Gebäude im Zentrum von Changsha angriffen. Am 18. Juni um 12:00 Uhr wurde die Stadt durch die Truppen der 58. Infanteriedivision angegriffen, wobei die chinesischen Verteidiger während der Häuserkämpfe im Zentrum von Changsha schwere Verluste erlitten. Die Japaner eroberten die Stadt innerhalb weniger Stunden, während mehrere chinesische Verbände in der Umgegend von Changsha erbittert weiterkämpften. Nach japanischen Angaben sollen bei der Schlacht 10.200 chinesische Soldaten getötet oder verwundet worden sein.

### Eroberung von Hengyang

#### Erster japanischer Angriff
Noch während der Kämpfe im Großraum Changsha hatte Feldmarschall Hata Shunroku der 68. und 116. Infanteriedivision gleich nach der Einnahme der Stadt Changsha am 18/19. Juni den Befehl erteilt, die Stadt Hengyang zu erobern und nach Möglichkeit in Richtung der Provinz Guanxi vorzugehen. Die chinesische Führung unter General Xue Yue hatte derweil jedoch Maßnahmen getroffen, um einen japanischen Durchbruch über Hengyang in Richtung Guanxi zu verhindern. Mit Zügen verlegte sie Mitte Juni mehr als 10.000 Soldaten nach Hengyang, wobei die Stadt nun von rund 17.000 Soldaten schwer befestigt wurde. Auch andere Reserven trafen dort ein. Als um Hengyang schließlich die 3., 10., 190. und 45. Division versammelt waren, fasste man diese Verbände als 10. Armeekorps unter dem Befehl von Gen.Lt. Fang Xianjue zusammen. Diese Truppen bestanden aus 20.000 Mann, die unter anderem mit leichten Geschützen und Mörser bewaffnet waren. Als die japanische 68. Division am 20. Juni die einzige Verteidigungslinie des chinesischen 10. Korps nördlich von Hengyang durchbrach, wurde sie von Truppen der 190. und 10. Division angegriffen, die durch amerikanische Jagdflugzeuge des 23. Fighter Group (Flying Tigers) unterstützt wurden. Die 68. Division erlitt besonders durch die andauernden amerikanischen Luftangriffe schwere Verluste und musste in Richtung Changsha zurückweichen, wobei sie durch Truppen der 116. Division verstärkt wurde.

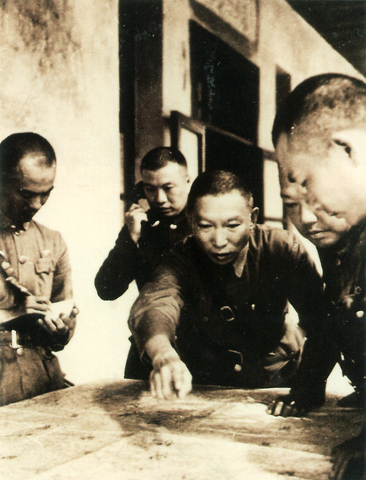
General Xue Yue, Oberbefehlshaber des 9. Militärbezirks im Kreis seines Stabes

Nach diesem ersten Misserfolg begannen die japanischen Verbände am 24. Juni nochmals den Angriff auf die Stadt. In dem südlichen, von der chinesischen 3. Division gehaltenen Frontabschnitt begann der Vormarsch der 68. und 116. Division am 25. Juni, wobei diese beiden Verbände versuchten, die chinesische Front einzudrücken, um in Richtung Hengyang vorzustoßen. Auch hier wurde der japanische Angriff durch heftiges Artilleriefeuer sowie durch Luftangriffe unterstützt. Gemäß Hatas Plan griffen die japanischen Truppen südlich von Hengnan und westlich von Hengdong an, und am Abend des Tages gelang es den Angreifern der japanischen 68. Infanteriedivision, die Front des chinesischen 10. Armeekorps bei Hengdong zu durchbrechen. General Fang Xianjue beging den Fehler, die Einheiten der 190. Division, die die einzige Kuomintang-Einheit mit Chancen auf Erfolg bei der Abwehr einer der japanischen Angriffsspitzen war, in Reserve zu halten: Als die chinesische Verteidigung durchbrochen wurde, konnten diese Truppen nicht mehr rechtzeitig die Lücke in dem Frontabschnitt füllen. Mehrere chinesische Regimenter wurden durch die japanischen Truppen der 68. Division eingekesselt und aufgerieben, wobei etwa 4.000 nationalistische Soldaten starben. Die schnellen japanischen motorisierten Verbände der 68. Infanteriedivision im Süden stießen nach dem Durchbruch in Richtung Hengyang vor, wobei sie durch die Truppen der 116. Division am Nachmittag des 26. Juni erreicht wurden. Die chinesischen Verbände der 10. Division, die in der Stadt stationiert waren, konnten den japanischen Vormarsch einige Kilometer vor Hengyang stoppen, wobei sie unter schweren eigenen Verlusten die japanischen Einheiten bei Chengguan festnagelten.
Die in Chengguan kämpfenden chinesischen Truppen konnten die japanischen Angriffe, die teilweise durch Panzer der 6. Panzerbrigade unterstützt wurden, bis zum 2. Juli aufhalten, wobei sie mehr als 7.000 Mann verloren. Die Japaner jedoch mussten an diesem Tag den Angriff absagen, da den japanischen Soldaten bei Chengguan Munition, Treibstoff und Medikamente schließlich nicht mehr zur Verfügung standen. Die Truppen der 68. und 116. Division zogen sich am 3. Juli nach Hengdong zurück, wodurch den Kuomintang-Truppen der 10. Division, die Chengguan verteidigt hatten, schließlich doch ein Rückzug nach Nordwesten in Richtung Hengyang erlaubt wurde. Sie kämpften sich zunächst in südlicher Richtung an dem gerade von der japanischen Armee besetzten Ostufer des Xiang Jiang und später nach Westen auf die aus Richtung Hengyang entgegenkommende 3. Division zu und erreichten die Stadt am 5. Juli.

#### Zweiter japanischer Angriff
Am 3. Juli wurde auf Weisung des Feldmarschalls Hata das neue Oberkommando der 34. Armee im Raum südwestlich von Wuhan etabliert. Ihre Aufgabe bestand darin, das rückwärtige Gebiet der weit nach Süden vorgegangenen 11. Armee beidseitig des Jangtse gegen chinesische Truppenteile nach Westen abzusichern.
Am 11. Juli befahl Hata den Kommandeuren der 68. und 116. Division, die inzwischen durch Einheiten der 58. und 64. Division verstärkt worden waren, von Hengdong aus die Stadt Hengyang erneut anzugreifen, um sie endgültig zu sichern. Ab dem 12. Juli waren motorisierte und gepanzerte japanische Angriffspitzen der beteiligten Divisionen in westlicher Richtung auf die chinesische Stadt vorgestoßen, wobei ihnen kein Widerstand entgegenschlug. Der nördliche Flügel des japanischen Angriffs wurde von der 58. und 116. Division gebildet, während der südliche Vorstoß von der 64. und 68. Division durchgeführt wurde.
Um den nördlichen japanischen Vorstoß zu stoppen, sollte die chinesische 3. Division, die die bereits stark angeschlagene 10. Division nach den Kämpfen um Chengguan verstärkt hatte, zusammen mit der 45. Division den Übergang über den Fluss Xiang Jiang nordöstlich von Hengyang sichern. Die letzte bestand aus unerfahrenen und frisch einberufenen Rekruten, die keine Artillerie besaßen. Dennoch waren es vor allem diese Truppen, die, unter hohen Verlusten, eine schnelle Einnahme der Brücken durch die japanischen Truppen verhinderten. Marschall Hata ließ daraufhin seine Truppen rücksichtslos gegen die von den Chinesen gebildete Verteidigungslinie am westlichen Ufer anrennen, sodass sich vor allem am 16. und am 17. Juli Nahkämpfe kurz vor und in Hengyang abspielten, die zu hohen chinesischen Verlusten führten. Auch 5.000 Japaner wurden während der Kämpfe um die Brücken getötet oder verwundet. Die chinesischen Truppen zogen sich am Abend des 20. Juni in die ummauerte Stadt zurück, um die letzte Verteidigungslinie gegen die japanischen Einheiten aufzubauen. Die Verteidiger von Hengyang bestanden aus diesem Zeitpunkt aus nur noch 4.000 Mann, die durch Teile der Polizei- und Feuerwehreinheiten der Stadt verstärkt wurden.
Die Position bei Hengyang wurde für die chinesischen Soldaten unhaltbar, als die verbliebene Masse der vier japanischen Divisionen den Fluss Xiang Jiang am 28. Juli nördlich der Stadt überschritten hatte. Zu diesem Zeitpunkt hatten die japanischen Truppen mehrere Stadtviertel eingenommen, wobei die chinesischen Verteidiger aufgerieben wurden, und kontrollierten auch zwei Krankenhäuser. Am 4. August drangen bewaffnete japanische Soldaten der 116. Division in die Lazarette ein und ermordeten daraufhin mehrere Tausend chinesische Verwundete, wobei sie auch einige Ärzte und Schwestern erschossen. Am selben Tag versuchte General Fang Xianjue, in seinem Hauptquartier Selbstmord zu begehen, doch einige Offiziere stoppten ihn, bevor er sich töten konnte. Am 8. August, nachdem einige japanische Offiziere der 68. Division mit ihm die Bedingungen besprochen hatten, unterschrieb er die Kapitulationsurkunde und begab sich am selben Tag, zusammen mit seinen verbliebenen Truppen, insgesamt 2.000 Mann, in Kriegsgefangenschaft.

### Schlacht von Guilin–Liuzhou

#### Erster Angriff

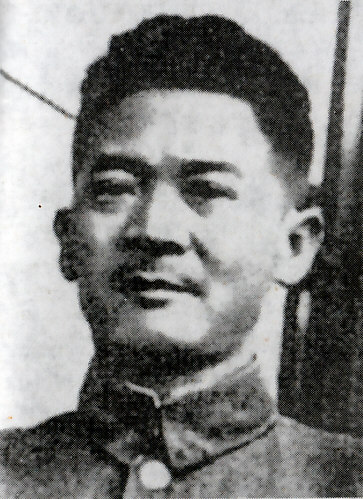
General Zhang Fakui, Oberbefehlshaber des 4. Militärbezirks und der Truppen im Raum Guilin

Am 7. August, kurz vor Kapitulation der chinesischen Einheiten in Hengyang, befahl Chiang Kai-shek den Truppen des 10. Armeekorps, die nicht um Hengyang eingekesselten worden waren, rund 3.000 Mann, sich nach Guilin zurückzuziehen. Das Oberkommando über die chinesischen Truppen im Großraum der Provinzen Hunan und Guanxi wurde durch Chiang Kai-shek am 14. August nominell an den Generalstabschef Bai Chongxi übertragen. Bai versuchte mit Hilfe des Oberbefehlshabers des 4. Militärbezirks, General Zhang Fakui die ihm unterstellten Truppen, die aus den versprengten Soldaten des 10. Armeekorps bestanden, zu reorganisieren, um eine effektive Verteidigung der Städte Guilin und Liuzhou vorzubereiten. Bis zum 16. August verlief der Rückzug dieser Truppen langsam, aber im Großen und Ganzen planmäßig. Die marschierenden Soldaten wurden mehrmals von japanischen Flugzeugen angegriffen, und die Intensität dieser Luftangriffe nahm mit fortlaufender Zeit zu, wobei etwa 400 Mann getötet wurden. Beim Rückzug verloren die chinesischen Truppen alle Lastkraftwagen sowie einen Großteil der Munition. Die Einheiten des chinesischen 10. Korps wurden am 20. August durch drei Divisionen des 4. Militärbezirks verstärkt: Insgesamt standen General Zhang Fakui jetzt rund 30.000 Mann zur Verfügung, die meistens mit Mauser 98 (Zhongzheng) bewaffnet waren. Einige Mörser- und Artillerieeinheiten waren in Guilin stationiert, doch Munition stand nur in sehr geringen Mengen zur Verfügung. Da diese Truppen in absehbarer Zeit von den japanischen Verbänden eingeschlossen sein würden, versuchte General Bai Chongxi, soviel Munition und Verpflegung wie möglich in die Stadt zu schaffen, wobei amerikanische Flugzeuge des „Hump“ auch mehrere Tonnen Medikamente zum Flugplatz Guilin bringen konnten.
Nach der Eroberung von Hengyang verfolgte die japanische 11. Armee die geschlagenen chinesischen Truppen, doch die Kuomintang-Einheiten konnten noch am 18. August die Stadt Guilin erreichen. Am 25. August wurde die japanische 6. Regionalarmee unter General Okamura Yasuji mit dem Hauptquartier in Hankou etabliert, sie bestand aus der 11., 13. und 23. Armee mit insgesamt 12 Infanteriedivisionen und 9 Selbstständig gemischten Brigaden. Am 3. September blockierten diese Truppen die Rückzugsstraße Guilin-Liuzhou und schnitten die südlich von Guilin stationierten Truppen des 10. Armeekorps vom Rest des chinesischen Verbandes ab, der in den folgenden Wochen in Guilin eingeschlossen wurde. Der Treibstoff und die Munition aller unter General Bai Chongxis Kommando stehenden Einheiten gingen nun zur Neige, und am 30. September, nach heftigen Nahkämpfen, wurde der Flugplatz Guilin durch die Truppen der japanischen 58. Infanteriedivision eingenommen, wobei auch die Luftversorgung durch die Flugzeuge des „Hump“ abgeschnitten wurde. Die chinesischen Truppen im Großraum Guilin, die wieder insgesamt 100.000 Mann betrugen, konnten die Verbände der japanischen 6. Regionalarmee bis Anfang Oktober aufhalten, indem sie die japanischen Angriffsspitzen angriffen und aufrieben. Die Flugzeuge der 14th Air Force und vor allem die Maschinen der 23rd Fighter Group konnten die japanischen Kommunikations- und Versorgungswege durch heftige Luftangriffe unterbrechen. Besonders die 13. Armee erlitt durch diese andauernden amerikanischen Luftangriffe schwere Verluste und musste in Richtung Hengyang zurückweichen, wobei sie durch Reserven der 6. Regionalarmee verstärkt wurde.
| | 13. Armee (Sicherung der Ostküste Zentralchinas, Hauptquartier in Shanghai, Oberbefehlshaber: Generalleutnant Nagatsu Sajishige, Chef des Stabes: Generalmajor Sasa Shinnosuke) |  |                                                        |
| | |  | 60. Infanteriedivision                                 |
| | |  | 61. Infanteriedivision                                 |
| | |  | 65. Infanteriedivision                                 |
| | |  | 161. Infanteriedivision                                |
| | |  | 90. Selbstständige gemischte Brigade                   |
| | |  | 92. Selbstständige gemischte Brigade                   |
| | |  | 6. Selbstständige Infanteriebrigade                    |
| Regionalarmee Nordchina (Oberbefehlshaber General Okabe Naozaburō, Chef des Stabes Generalleutnant Ōkido Sanji) | |  |                                                        |
| | 1. Armee (Oberbefehlshaber: Generalleutnant Teiichi Yoshimoto, Chef des Stabes: Generalmajor Ichimaro Horike)                                                                   |  |                                                        |
| | |  | 69. Infanteriedivision                                 |
| | |  | 114. Infanteriedivision                                |
| | |  | 3. Selbstständige gemischte Brigade                    |
| | |  | 10. Selbstständige Infanterie-Brigade                  |
| | |  | 14. Selbstständige Infanterie-Brigade                  |
| | 12. Armee (Oberbefehlshaber: Generalleutnant Uchiyama Eitarō, Chef des Stabes: Generalmajor Teragaki Tadao)                                                                     |  |                                                        |
| | |  | 110. Infanteriedivision                                |
| | |  | 115. Infanteriedivision                                |
| | |  | 4. Kavalleriebrigade                                   |
| | |  | 3. Panzerdivision (General Yamaji Hideo)               |
| | |  | 3. Selbstständige gemischte Brigade                    |
| | |  | 4. Selbstständige gemischte Brigade                    |
| | |  | 10. Selbstständige gemischte Brigade                   |
| 6. Regionalarmee (Oberbefehlshaber: General Okamura Yasuji, Chef des Stabes: Generalleutnant Miyazaki Shūichi)  | |  |                                                        |
| | 34. Armee (Oberbefehlshaber: Generalleutnant Tadayoshi Sano, Chef des Stabes: Generalmajor Masataka Kaburagi)                                                                   |  |                                                        |
| | |  | 39. Infanteriedivision                                 |
| | |  | 40. Infanteriedivision                                 |
| | |  | 62. Selbstständige gemischte Brigade                   |
| | |  | 89. Selbstständige gemischte Brigade                   |
| | |  | 91. Selbstständige gemischte Brigade                   |
| | 11. Armee (Oberbefehlshaber: Generalleutnant Yokoyama Isamu, Chef des Stabes: Generalmajor Nakayama Sadatake)                                                                   |  |                                                        |
| | |  | 3. Infanteriedivision                                  |
| | |  | 13. Infanteriedivision                                 |
| | |  | 27. Infanteriedivision                                 |
| | |  | 34. Infanteriedivision                                 |
| | |  | 58. Infanteriedivision                                 |
| | |  | 68. Infanteriedivision                                 |
| | |  | 116. Infanteriedivision                                |
| | |  | 22. Selbstständige gemischte Brigade                   |
| | |  | 88. Selbstständige gemischte Brigade                   |
| | 20. Armee (Armeeoberkommando erst ab 19. Oktober der 6. Regionalarmee zugeführt, Oberbefehlshaber: Generalleutnant Banzai Kazuyoshi, Chef des Stabes: Generalmajor Kawame Tarō) |  |                                                        |
| | |  | 64. Infanteriedivision                                 |
| | |  | 81., 82., 86. und 87. Selbstständige gemischte Brigade |
| | |  | 83., 84. und 85. Infanteriebrigade                     |
| | |  | 5. Selbstständige Infanteriebrigade                    |
| | |  | 7. Selbstständige Infanteriebrigade                    |
| | |  | 12. Selbstständige Infanteriebrigade                   |
| | 23. Armee (Oberbefehlshaber: Generalleutnant Tanaka Hisaichi, Chef des Stabes: Generalmajor Adachi Yōsuke)                                                                      |  |                                                        |
| | |  | 104. Infanteriedivision                                |
| | |  | 22. Infanteriedivision                                 |
| | |  | 23. Selbstständige gemischte Brigade                   |
| | |  | 8. Selbstständige gemischte Brigade                    |
| | |  | 13. Selbstständige gemischte Brigade                   |

#### Zweiter Angriff
Nach diesem ersten Misserfolg begannen die japanischen Verbände am 20. Oktober nochmals den Angriff auf Guilin, das nur noch durch knapp 24.000 Mann verteidigt wurde. Die Lage der chinesischen Truppen in Guilin dramatisierte sich in den folgenden Wochen nahezu stündlich: Am 1. November wurden die letzten Versorgungspakete abgeworfen, die aber in den meisten Fällen in die Hände der Japaner fielen. Die chinesischen Verwundeten in der Stadt konnten nicht mehr medizinisch versorgt werden, da die Medikamente fehlten, doch trotz der verzweifelten Lage kämpften die chinesischen Soldaten aus Furcht vor der japanischen Gefangenschaft weiter. Nach heftigen Kämpfen nahm die japanische Armee am 4. November die ersten Stadtviertel des Zentrums ein, die japanische 68. Division und mehrere Einheiten der 11. Armee drangen in die Verteidigungsstellungen der chinesischen Truppen vor, wobei die letzte chinesische Verteidigungslinie im Zentrum eingedrückt wurde. In der Stadt befanden sich an diesem Zeitpunkt nur noch etwa 6.000 Kuomintang-Soldaten, die jedoch nicht mehr in Einheiten zusammengefasst werden konnten. Die meisten Truppen verschanzten sich in den Häusern und konnten den Japanern schwere Verluste zufügen, doch als die japanischen Soldaten am 8. November durch Flammenwerfereinsatz hunderte chinesische Positionen im Zentrum aushoben, wurden auch die letzten Verteidiger getötet oder verwundet, wobei am folgenden Tag der Gefechtsstand von General Bai Chongxi von den japanischen Soldaten erreicht wurde.
Guilin wurde schließlich am 10. November als gesichert betrachtet. Die chinesischen Truppen hatten in der zwei Monate andauernden Schlacht insgesamt 120.000 Mann verloren, während die japanischen Verbände 8.000 Soldaten verloren.

### Luftangriffe der 14th Air Force
Die Flugzeuge der 14th Air Force begannen am 30. Oktober, vor allem im Norden der Provinz Guanxi, ihre Luftangriffe gegen die Truppen der japanischen 6. Regionalarmee. Ziel dieser Angriffe war es, den japanischen Angriff gegen Guilin zu stoppen. Vor allem die Maschinen der 23. Fighter Group (Flying Tigers) zerstörten zwischen Ende Oktober und Anfang November etwa 200 japanische Lastkraftwagen auf den Straßen sowie einige Panzer und Artilleriegeschütze. Die japanischen Geschwader, die von den Flugplätzen Changsha und Hengyang starteten und mit Ki-44 und Ki-84 ausgestattet waren, konnten einige dieser Angriffe abwehren, da die feindlichen Piloten unterlegene P-40s flogen. Die 23. Fighter Group verlor deswegen bei diesen Angriffen 33 Flugzeuge. Die japanischen Luftstreitkräfte verloren insgesamt 40 Maschinen, doch nach diesen Luftangriffen war die Angriffskraft der japanischen Truppen wesentlich geringer als am Anfang der Operation gegen Guilin: Zwei mot. Bataillone und eine mot. Brigade hatten alle Lastkraftwagen verloren, wobei auch mehrere Artilleriebatterien zerstört wurden.
Die Japaner konnten jedoch bis zum 12. November weiter nach Süden vorstoßen, obwohl die Straßen immer noch unter amerikanischem Beschuss standen: Am 13. November konnten die Truppen der 104. und 129. Infanteriedivision (23. Armee) die weniger wichtige Stadt Liuzhou einnehmen. Durch eine heftige Artillerievorbereitung konnten die Verteidigungsstellungen der 4.000 chinesischen Truppen, die diese Stadt verteidigten, zerstört werden. Wenige Stunden später begann der japanische Angriff: Zunächst erfolgte der Vorstoß der 104. Division, die bei besten Wetterbedingungen westlich von Liuzhou gegen die chinesische Front vorstieß und diese innerhalb weniger Minuten eindrücken konnte. Wenig später hatten die Einheiten der 129. Division den rechten Flügel der chinesischen Verteidigung vollkommen durchbrochen und rückten auf die Innenstadt vor, wobei sie nur auf schwachen und unkoordinierten Widerstand durch versprengte chinesische Truppen trafen. Am Abend des 12. November konnten die Stadt gesichert werden, und auch der Flugplatz Liuzhou, der bis zum 10. November von den Flugzeugen der 14th Air Force benutzt worden war, konnte eingenommen werden. Die japanischen Truppen verloren in Liuzhou nicht mehr als 120 Mann. Die chinesischen Einheiten hingegen wurden komplett aufgerieben; auch mehrere Tausend Mann von versprengten Einheiten, die aus Guilin flohen, gerieten in Kriegsgefangenschaft. Nur die Flugzeuge der 14th Air Force konnten die japanischen Truppen davon abhalten, sofort in Richtung der Stadt Nanning vorzustoßen, wobei sie mehrere japanische Kfz. und Panzer auf den Straßen zerstörten: einige B-24 Bomber konnten Ende November die beiden japanischen Flugplätze Guilin und Liuzhou beschädigen, wodurch die japanischen Luftoperationen sehr behindert wurden: die 14th Air Force verlor bei diesen Angriffen insgesamt 13 Bomber und 12 Jagdflugzeuge, während auf japanischer Seite etwa 30 Flugzeuge abgeschossen wurden.
Die japanische 23. Armee drang trotz der amerikanischen Angriffe bis zum Abend des 20. November bis zu 50 Kilometer vor Nanning vor. Diese Armee war durch die Verkürzung ihres Frontabschnitts verstärkt worden.

## Ende und Folgen der Operation Ichi-gō

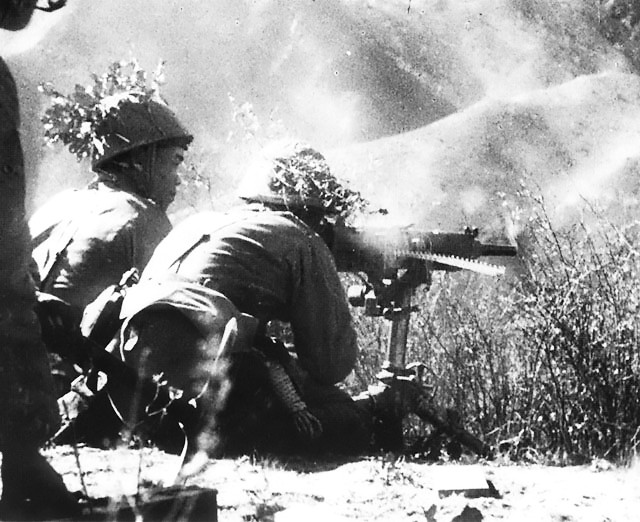
Japanische Truppen in einer MG-Stellung, Südchina Ende 1944

Nach der Eroberung der beiden Städte Guilin und Liuzhou waren die offensiven Vorstöße der japanischen Truppen im Rahmen der Operation Ichi-gō im Großen und Ganzen abgeschlossen. Es war den japanischen Truppen gelungen, das primäre Ziel der Operation, die Eroberung der Provinzen Henan, Hunan und Guangxi, zu erreichen. Aus dem Bericht von General Okamura Yasuji, Befehlshaber der 6. Regionalarmee, wird deutlich, dass der japanische Stab der Regionalarmee Nordchina sowie die Operationsführung in Xinjing zwar bereits Anfang September die südlichen Teile Chinas als komplett gesichert betrachteten, die Dauer für die Eroberung der Provinz Guangxi jedoch deutlich länger einschätzten. Da die chinesischen Truppen in dieser Provinz jedoch nicht als wirkliche Bedrohung aufgefasst wurden, da sie nur aus versprengten Einheiten bestanden, wurden schon im Oktober die 11. und 13. Armee von Nord-Guangxi nach Wuhan abkommandiert. Während der Kämpfe um Guilin-Liuzhou hatten die Truppen des chinesischen 4. Militärbezirks entlang einer Verteidigungslinie vor Nanning neue Stellungen beziehen können. Diese Stellungen umfassten auch die Stadt, die durch zwei Divisionen verteidigt wurde. Der Flugplatz bei Nanning wurde durch eine Division verteidigt, die durch 2.000 Truppen der Y-Force (die chinesische Streitkraft in Burma) verstärkt wurde. Die von der japanischen 23. Armee ab dem 16. November 1944 durchgeführte Offensive hatte das Ziel, diese Positionen zu erobern und weitere Zugänge in Richtung Burma zu öffnen, um eine Nachschubs- und Verstärkungsroute nach Myitkyina und Nord-Burma zu erstellen und damit die dort kämpfenden Truppen der 33. Armee zu versorgen. Doch gegen die gut befestigten chinesischen Stellungen kam der Angriff nur langsam voran. Erst nach einem heftigen Luftangriff gelang den japanischen Truppen Ende November der Vorstoß. Die 23. Armee konnte Nanning einkesseln und Anfang Dezember einnehmen, damit war die Operation Ichi-Go beendet.
Das Versäumnis, die südchinesischen Regionen sowie die wichtigen Flugplätze ausreichend zu schützen, führte jedoch zur Ablösung des obersten amerikanischen Militärberaters Chiang Kai-sheks, General Joseph Stilwell, durch Albert Wedemeyer im Oktober 1944. Die Priorität der amerikanischen Militärplanung verlagerte sich mit dem Ende der japanischen Offensive in den folgenden Wochen weg vom China-Burma-Indien-Kriegsschauplatz und hin zur erfolgreichen Strategie des Inselspringens im Pazifischen Ozean. Durch die Niederlage in der Offensive erfuhr die nationalchinesische Elite unter Chiang einen internationalen Bedeutungsverlust, da für seine Verbündeten klargeworden war, dass Nationalchina im Pazifikkrieg keinen nennenswerten Beitrag zur Niederlage Japans leisten konnte. Durch die weitflächigen Gebietsverluste in der japanischen Offensive wurde die chinesische Kriegswirtschaft erheblich geschädigt und trat in eine Phase der Hyperinflation ein. In der Kriegshauptstadt Chongqing verbreitete sich die Unterernährung. Das Problem der Korruption und Schattenwirtschaft vervielfältigte sich durch die wirtschaftlichen Verwerfungen.
Obwohl die taktischen Ziele bis zum Dezember 1944 weitgehend erreicht wurden, erwies sich die Operation langfristig als nahezu wertlos. So konnten dank der Eroberung der Flugfelder von Changsha, Guilin und Liuzhou die amerikanischen Luftstreitkräfte der 14. US-Luftflotte, die Japans Kriegsindustrie vor der Operation Ichi-gō durch Bombenangriffe schwächten, keine Luftangriffe gegen die japanischen Inseln führen. Doch die Flugzeuge des XXI Bomber Command, Teil der 20. US-Luftflotte, konnten die zwischenzeitlich eroberten Basen auf den Marianen-Inseln für weitere strategische Luftangriffe auf Japan nutzen. Zudem war es der 14th Air Force weitgehend möglich, durch fortgesetzte Luftschläge die japanischen Verbindungslinien in China erheblich zu stören: allein im Februar 1945 wurden in Südchina 20 feindliche Lokomotiven, 500 Fahrzeuge und 40 Flugzeuge zerstört. In Japan selbst führte dieser strategische Fehlschlag, sowie der Verlust der Marianen im Juli 1944 bereits vor dem Ende der Operation Ichi-gō zu einer militärischen Krise: Premierminister Tōjō Hideki trat zurück und wurde durch Koiso Kuniaki ersetzt.

### Verluste
Die chinesische Armee hatte während dieser Operation enorme Verluste erlitten. Da genaue chinesische Angaben fehlen, ist man auf die Angaben des amerikanischen Berichts von General Joseph Stilwell angewiesen, der, nach Abschluss der Kämpfe im November 1944, die Vernichtung von 4 kompletten chinesischen Armeen, 6.723 Geschützen, etwa 190 Flugzeugen der 14th Air Force und Tausenden Fahrzeugen meldete. Laut Bericht waren etwa 300.000 chinesische Soldaten während der Kämpfe ums Leben gekommen, während 100.000 verwundet wurden und 80.000 in japanische Kriegsgefangenschaft gerieten, doch genaue Angaben fehlen. Auf japanischer Seite fielen während der sechsmonatigen Operation insgesamt etwa 100.000 Soldaten oder wurden verwundet, doch auch hier ist die genaue Verlustzahl unbekannt. Auch etwa 400.000 chinesische Zivilisten starben, vor allem aufgrund von japanischem Artilleriebeschuss, doch auch an Hunger, vor allem in den belagerten Städten Luoyang, Hengyang und Guilin, und wegen japanischer Massaker.